# Robert Vinicius Rodrigues Silva
Robert Vinicius Rodrigues Silva (Pirapora, Minas Gerais, 13 de abril de 2005) es un futbolista brasileño. Juega de extremo izquierdo y su equipo actual es el Football Club Copenhague de la Superliga de Dinamarca, máxima categoría del fútbol danés.

## Trayectoria
A sus 11 años fue fichado por Cruzeiro Esporte Clube para culminar su formación infantil y comenzar las categorías juveniles.
El 24 de mayo de 2020, con 15 años, firmó su primer contrato como profesional. Tras mantener un buen nivel le fue renovado el contrato el 8 de junio de 2023 y lo ascendieron al primer equipo. Dos días después tuvo su primera oportunidad de estar a la orden en el banco de suplentes pero no ingresó, comenzó a ser convocado y concentrar con los profesionales cada fecha.
Debutó como profesional el 8 de julio de 2023, el entrenador Pepa lo hizo ingresar al minuto 63 para enfrentar a Vasco da Gama en la fecha 14 del Brasileirão y ganaron 0-1 en el São Januário. Disputó su primer encuentro oficial con 18 años y la camiseta número 80.
Hasta finales de agosto fue un habitual en las convocatorias y fue titular en una ocasión, pero debido a resultados adversos cambiaron de entrenador y no volvió a ser convocado por Zé Ricardo durante 2 meses. Recién en la fecha 31 volvió a tener minutos, jugó 2 minutos en lo que fue la derrota 1-0 frente a São Paulo. El 28 de noviembre convirtió su primer gol oficial, gracias a su anotación vencieron 0-1 al Goiás y salieron de la zona del descenso con el nuevo entrenador Paulo Autuori.
En su primera temporada como profesional jugó 9 partidos y convirtió 1 gol, su equipo finalizó el torneo en la posición 14, se salvaron del descenso y clasificaron a la Copa Sudamericana.
En agosto de 2024 fue cedido al Football Club Copenhague, para que tenga su primera experiencia en Europa. Tras un buen primer semestre, el club danés ejecutó la opción de compra el 20 de enero de 2025, firmó contrato hasta finales de 2029.

## Selección nacional
Ha sido parte de la selección de fútbol de Brasil en la categoría juvenil sub-16.
Recibió su primera citación el 25 de febrero de 2020, para ser parte de unos entrenamientos de la generación 2005, con el entrenador Dudu Patetuci. Definieron un plantel para viajar a Francia y jugar un torneo amistoso pero no fue convocado. El torneo y los entrenamientos se suspendieron debido a la Pandemia de COVID-19.

## Estadísticas
Actualizado al último partido citado el 12 de agosto de 2025.
| Club                       | Div.          | Temporada     | Liga  | Liga  | Liga   | Estatal | Estatal | Estatal | Copas nacionales | Copas nacionales | Copas nacionales | Copas internacionales | Copas internacionales | Copas internacionales | Total | Total | Total  |
| Club                       | Div.          | Temporada     | Part. | Goles | Asist. | Part.   | Goles   | Asist.  | Part.            | Goles            | Asist.           | Part.                 | Goles                 | Asist.                | Part. | Goles | Asist. |
| -------------------------- | ------------- | ------------- | ----- | ----- | ------ | ------- | ------- | ------- | ---------------- | ---------------- | ---------------- | --------------------- | --------------------- | --------------------- | ----- | ----- | ------ |
| Cruzeiro E. C. · Brasil    | 1.ª           | 2023          | 9     | 1     | 0      | -       | -       | -       | -                | -                | -                | -                     | -                     | -                     | 9     | 1     | 0      |
| Cruzeiro E. C. · Brasil    | 1.ª           | 2024          | 12    | 0     | 1      | 7       | 0       | 0       | 0                | 0                | 0                | 2                     | 0                     | 0                     | 21    | 0     | 1      |
| Cruzeiro E. C. · Brasil    | Total club    | Total club    | 21    | 1     | 1      | 7       | 0       | 0       | 0                | 0                | 0                | 2                     | 0                     | 0                     | 30    | 1     | 1      |
| F. C. Copenhague Dinamarca | 1.ª           | 2024-25       | 14    | 2     | 3      | —       | —       | —       | 6                | 1                | 1                | 10                    | 0                     | 0                     | 30    | 3     | 4      |
| F. C. Copenhague Dinamarca | 1.ª           | 2025-26       | 2     | 0     | 0      | —       | —       | —       | -                | -                | -                | 3                     | 2                     | 0                     | 5     | 2     | 0      |
| F. C. Copenhague Dinamarca | Total club    | Total club    | 16    | 2     | 3      | 0       | 0       | 0       | 6                | 1                | 1                | 13                    | 2                     | 0                     | 35    | 5     | 4      |
| Total carrera              | Total carrera | Total carrera | 37    | 3     | 4      | 7       | 0       | 0       | 6                | 1                | 1                | 15                    | 2                     | 0                     | 65    | 6     | 5      |
| 1. 2. 3.                   |               |               |       |       |        |         |         |         |                  |                  |                  |                       |                       |                       |       |       |        |